# Arne Pärson
Arne Pärson, född 15 augusti 1906 i Falkenberg, Hallands län, död 20 april 1982 i Höganäs, Malmöhus län, var en svensk revyman och sångtextförfattare. Han var son till huvudredaktören vid Hallands Nyheter Filip Pärson. Denne var inte bara journalist utan också tecknare och spelman samt initiativtagare till Hallands Spelmansförbund. Som ung arbetade Arne Pärson på försäljningsavdelningen vid Falkenbergs valskvarn. Under första hälften av 1930-talet satte han tillsammans med brodern Stig upp flera lokalrevyer i hemstaden. Till dessa skrev han själv – under signaturen P. Arne – kuplettexterna, som trycktes i häften. Senare flyttade han till Stockholm, där han vid sidan av sitt arbete som utlandssekreterare skrev sångtexter till ett flertal filmer med Edvard Persson i huvudrollen, till exempel Baldevins bröllop (1938), Vart hjärta har sin saga (1948), där han stod för samtliga sångtexter, Huset nr 17 (1949) och Greve Svensson (1951). 
Musiken komponerades för det mesta av Knut Edgardt (signaturen Knut Eddy) eller Alvar Kraft. Tillsammans med den senare skrev han "En fattig trubadur", som ingick i Vart hjärta har sin saga. Den framfördes där av Edvard Persson men har odödliggjorts genom Cornelis Vreeswijks insjungning från 1971. Även andra inspelningar har gjorts, till exempel med Östen Warnerbring (1967) och Peps Persson (1982). En annan känd sång av Arne Pärson är "I Örkelljunga skyttepaviljong" till musik av Knut Edgardt, som han skrev på 1940-talet, inspirerad av minnen från sin beredskapstjänstgöring, och som sjöngs in av Calle Reinholdz (1950) och Åke Grönberg (1951).